# سندرم حساسیت دهانی
نشانگان حساسیت دهان (به انگلیسی: Oral allergy syndrome یا OAS) نوعی حساسیت غذایی است که با دسته‌ای از واکنش‌های آلرژیک در دهان در پاسخ به خوردن چیزهای معین مانند: میوه‌ها، مغزدانه‌ها، و سبزیجات (اغلب به صورت تازه) ایجاد می‌شود که در بزرگسالان با التهاب مخاط بینی آلرژیک ایجاد می‌شود.
نشانگان حساسیت دهان شاید شایع‌ترین حساسیت غذایی مربوط به مواد غذایی در بزرگسالان باشد. گسترش این حساسیت در سال‌های بعدی زندگی ممکن است منجر به مرگ یا حمله‌های شبیه آسم گردد که روزانه بین ۷ تا ۲۴ ساعت طول می‌کشد. نشانگان حساسیت دهان تنها یک حساسیت غذایی نیست، بلکه نشان‌دهندهٔ واکنش متقابل بین آثار باقیماندهٔ درخت یا علف هرزی که در مسافت دوری هستند مثل گرده می‌باشد که در غذاهایی معین و سبزیجات یافت می‌شود؛ بنابراین، این حساسیت فقط در بیمارانی دیده می‌شود که به درخت و علف حساس هستند، و معمولاً محدود به مصرف میوه‌ها و سبزیجات به صورت خام می‌شود.
عبارت دیگری که برای این سندرم استفاده می‌شود حساسیت به گردهٔ مواد غذایی است. در بزرگسالان بیش از ۶۰٪ عکس العمل‌های آلرژیک نسبت به مواد غذایی به واکنش متقابل بین غذاها و مواد حساسیت‌زایی که تنفس می‌کنیم مربوط می‌شود.
نشانگان حساسیت دهان پاسخ-باواسطهٔ پادتن ای یا پاسخ ایمنی نوع یک بدن است، که گاهی‌اوقات آلرژی  نامیده می‌شود. سیستم ایمنی بدن علیه گرده پادتن ای تولید می‌کند، در حساسیت اورال، این پادتن‌ها به دیگر پروتئین‌هایی که ساختار مشابهی دارند و در گیاهانی که از نظر گیاه‌شناسی به آن‌ها مرتبط هستند می‌پیوندند (یا با آن‌ها واکنش متقابل انجام می‌دهند)
نشانگان حساسیت دهان در هر زمان از سال ممکن است اتفاق بیفتداما در فصل گرده‌افشانی رایج‌تر است. افرادی که این حساسیت را دارند معمولاً کمی بعد از خوردن غذا بدنشان علائم حساسیت را آشکار می‌کند.

## تحقیقات منتشرشده
- Konstantinou, G. N.; Grattan, C. E. H. (July 2008). "Food contact hypersensitivity syndrome: the mucosal contact urticaria paradigm". Clinical & Experimental Dermatology. 33 (4): 383–389. doi:10.1111/j.1365-2230.2008.02893.x.
- Marcucci, F.; Frati, F.; Sensi, L.; Cara, G. D.; Novembre, E.; Bernardini, R.; Canonica, G. W.; Passalacqua, G. (April 2005). "Evaluation of food-pollen cross-reactivity by nose–mouth cross-challenge in pollinosis with oral allergy syndrome". Allergy. 60 (4): 501–505. doi:10.1111/j.1398-9995.2004.00679.x. PMID 15727583.
- Roehr, C. C.; Edenharter, G.; Reimann, S.; Ehlers, I.; Worm, M.; Zuberbier, T.; Niggemann, B. (October 2004). "Food allergy and non-allergic food hypersensitivity in children and adolescents". Clinical & Experimental Allergy. 34 (10): 1534–1541. doi:10.1111/j.1365-2222.2004.02080.x.